# Helen Jacobs

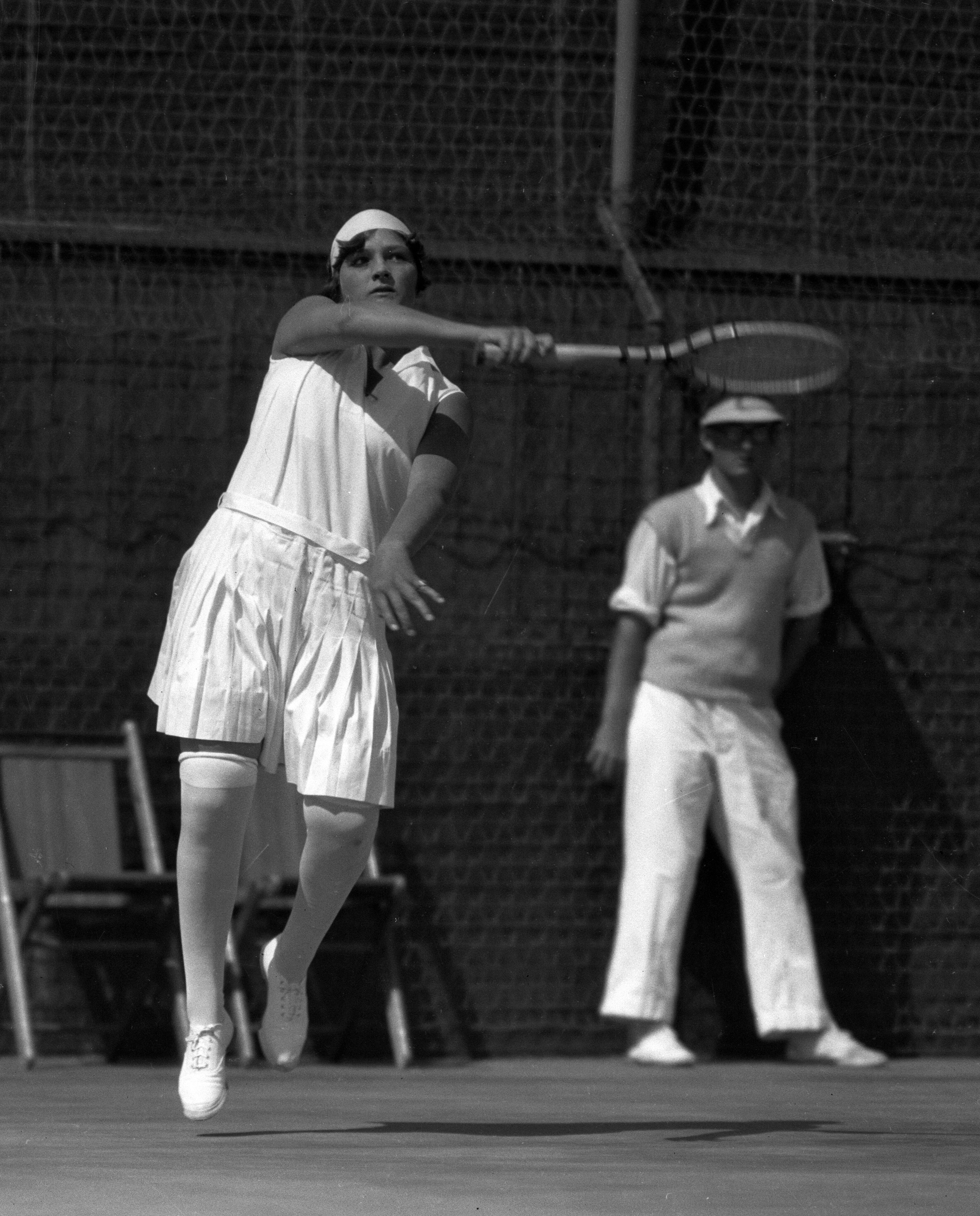
Helen Jacobs (1928)

Helen Hull Jacobs (* 6. August 1908 in Globe, Arizona; † 2. Juni 1997 in New York) war eine US-amerikanische Tennisspielerin.

## Karriere
Sie gehörte zu den besten Tennisspielerinnen der 1930er Jahre. In dieser Zeit gewann sie von 1932 bis 1935 viermal die amerikanischen Tennismeisterschaften (heute US Open) im Einzel und im Doppel und stand zudem viermal im Einzel im Finale. Außerdem gewann sie 1936 das Dameneinzel in Wimbledon, in dem sie die Deutsche Hilde Sperling schlug und stand zudem noch weitere fünfmal im Endspiel.
Sie hatte das Pech in der gleichen Zeit wie Helen Wills Moody zu spielen. Von den elf Aufeinandertreffen konnte Helen Jacobs lediglich eine Partie gewinnen. Helen Jacobs lebte mit ihrer Lebensgefährtin Virginia Gurnee zusammen. 1962 erfolgte die Aufnahme in die International Tennis Hall of Fame.
1933 wurde Jacobs mit der Sportler des Jahres-Auszeichnung von Associated Press geehrt.